# Henri Heyman

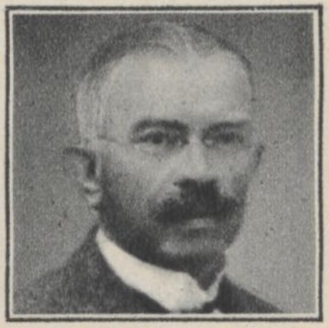
H.C.J. Heyman

Henri Heyman (* 22. Mai 1879 in Sint-Niklaas, Ostflandern, Belgien; † 4. April 1958 in Gent, Ostflandern, Belgien) war ein belgischer Politiker.

## Leben
Der Katholik Heyman engagierte sich im Allgemeinen Christlichen Gewerkschaftsbund (ACV), dessen Vorsitzender er von 1914 bis 1919 war. Im Anschluss wurde er 1919 zum Mitglied der Abgeordnetenkammer gewählt und gehörte dieser bis zu seinem Tod 1958 an. Zwischen 1923 und 1927 war er Vorsitzender des Allgemeinen Christlichen Arbeitnehmerverbandes (ACW). Daneben war er als Mitglied des Gemeinderates sowie als Beigeordneter von Sint-Niklaas tätig.
1927 ernannte ihn Premierminister Henri Jaspar zum Minister für Arbeit, Industrie und Soziale Vorsorge in seinem Kabinett. Dieses Ministeramt hatte er auch in der nachfolgenden Regierung von Premierminister Jules Renkin bis 1932 inne.
Im Anschluss wurde er wieder Vorsitzender des ACW und bekleidete dieses Amt von 1932 bis 1946. Darüber hinaus war er von 1933 bis 1940 erstmals Bürgermeister von Sint-Niklaas sowie erneut von 1944 bis 1946.
Am 3. September 1945 wurde Heyman mit zahlreichen weiteren Politikern mit dem Ehrentitel Staatsminister ausgezeichnet.
| Personendaten    | Personendaten                      |
| ---------------- | ---------------------------------- |
| NAME             | Heyman, Henri                      |
| KURZBESCHREIBUNG | belgischer Politiker               |
| GEBURTSDATUM     | 22. Mai 1879                       |
| GEBURTSORT       | Sint-Niklaas, Ostflandern, Belgien |
| STERBEDATUM      | 4. April 1958                      |
| STERBEORT        | Gent, Ostflandern, Belgien         |